# Alveocystis gugleri
Alveocystis gugleri is een soort in de taxonomische indeling van de Myzozoa, een stam van microscopische parasitaire dieren. Het organisme komt uit het geslacht Alveocystis en behoort tot de familie Eimeriidae. Alveocystis gugleri werd in 1985 ontdekt door Levine.